# Ribnica na Pohorju
Ribnica na Pohorju (Duits: Reifnig am Bachern) is een gemeente in Slovenië in Pohorje. Het telde tijdens de volkstelling in 2002 1254 inwoners. Deze op ongeveer 700 meter hoogte gelegen plaats werd in 1266 voor het eerst vermeld. Het centrum van de gemeente groepeert zich rond de 18e-eeuwse kerk van de H. Bartholomeus vanwaar een weg loopt naar het votiefkerkje van de H. Leonardus (uit de 15e eeuw). Aan weerszijden van die weg staan de staties uit de Kruisweg. Verder zijn op de velden en hellingen van Ribnica de kerken van H. Maximiliaan Kolbe en Maria te bekijken. De landbouw is belangrijkste bron van inkomsten in deze plaats, die een vaste kern moet ontberen; het bestaat veelal uit eenzaam verspreid liggende boerderijen.
Črna na Koroškem · Dravograd · Mežica · Mislinja · Muta · Podvelka · Prevalje · Radlje ob Dravi · Ravne na Koroškem · Ribnica na Pohorju · Slovenj Gradec · Vuzenica
1. ↑  "Prebivalstvo po starosti in spolu, občine, Slovenija, polletno". Statistični urad Republike Slovenije. Geraadpleegd op 18 april 2021.